# Welfenlegion

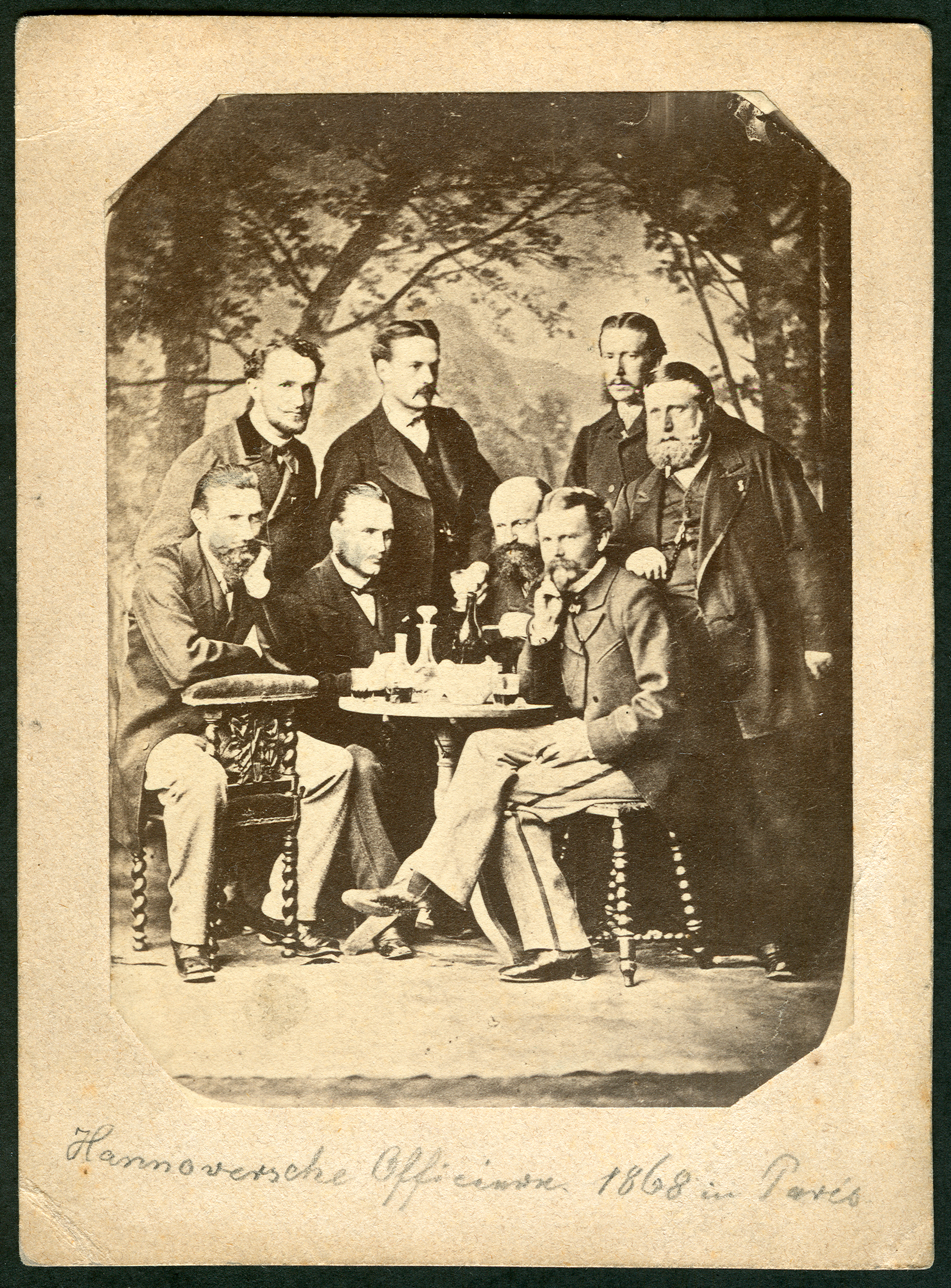
„Hannoversche Offiziere 1868 in Paris“
Atelieraufnahme eines unidentifizierten Fotografen

Als Welfische Legion bezeichnet man eine Freischar des ehemaligen Königs von Hannover, Georg V. aus der Dynastie der Welfen.

## Geschichte
Die Welfenlegion wurde gegründet, nachdem Preußen das Königreich Hannover und weitere Staaten 1866 annektiert hatte. Zwar hatte der entthronte und landlose Georg seine Beamten und Soldaten vom Eid auf ihn befreit, um sie aus einer Gewissensnot zu befreien. Gleichzeitig bereitete er einen Widerstand in Volk und Eliten vor, obwohl breite Kreise sich mit der Annexion bereitwillig abgefunden hatten.
Im Frühjahr 1867 erhöhte die Luxemburg-Krise die Gefahr eines Krieges zwischen Frankreich und Preußen. Im Mai des Jahres begab die Welfische Legion sich bereits in die Niederlande, um im Ernstfall Preußen von Arnheim aus anzugreifen. Sie hatte damals nur 700 Mann, wuchs aber durch hannoversche Flüchtlinge an. Die Niederlande wiesen die Legion am 14. Juni aus, und da sie nicht nach Hannover zurückkehren konnte, ging sie erst in die Schweiz und 1868 nach Frankreich. Wegen der Legion, aber auch weil Georg weiterhin seinen früheren Thron beanspruchte, verweigerte der Preußische Landtag lange Zeit eine Abfindung für den Ex-König.
Wohl im Zusammenhang mit finanziellen Transaktionen hinsichtlich der Truppenaufstellung wurde der Bankier Georgs V., Israel Simon, in Hannover festgenommen. Auch der letzte Außenminister des Königreichs Hannover Adolf Ludwig Karl Graf von Platen-Hallermund wurde nach Rückkehr aus dem Exil in Preußen verurteilt.

## Nachlässe
Im Zusammenhang mit der Welfenlegion listet die Zentrale Datenbank Nachlässe des Bundesarchivs die Nachlässe von Wilhelm und insbesondere Adolf von Tschirschnitz im Hauptstaatsarchiv Hannover.

## Belege
1. ↑  Ernst Rudolf Huber: Deutsche Verfassungsgeschichte seit 1789. Band III: Bismarck und das Reich. 3. Auflage, W. Kohlhammer, Stuttgart u. a. 1988, S. 586/587.
2. ↑  Ernst Rudolf Huber: Deutsche Verfassungsgeschichte seit 1789. Band III: Bismarck und das Reich. 3. Auflage, W. Kohlhammer, Stuttgart u. a. 1988, S. 587/589.
3. ↑  Suchergebnisse in der Datenbank